# Fruška gora
Frúška gôra je vzpetina v Sremu. Njen večji del leži v srbski pokrajini Vojvodini, zahodni obronki pa segajo na Hrvaško. Podolgovato pogorje se dviga v smeri vzhod–zahod kot otoška gora s Panonske nižine, na severu in jugu ga omejujeta reki Donava in Sava. Njen najvišji vrh je Crveni Čot s 539 metri nadmorske višine.
Predeli nad 300 metri višine so poraščeni z gozdom, vznožja pa pokrivajo pašniki, polja, vinogradi in sadovnjaki. Na Fruški gori domujejo številne redke rastlinske in živalske vrste, zato je območje od leta 1960 zavarovano kot narodni park. Po njej je posejanih tudi 16 pravoslavnih samostanov. Zaradi razgleda in naravnih vrednot je priljubljena izletniška točka.

## Ime
Pridevnik »Fruška« ima poreklo v staroslovanskem etnonimu Fruzi (ednina Frug) – Franki, torej ime pomeni »Frankovska gora«. Ime izkazuje prisotnost Frankov, ki so še pred doselitvijo Slovanov tod vzpostavili južno mejo svojega cesarstva. Nemško ime za goro je Frankenwald, latinsko Alma Mons (»Plodna gora«) in madžarsko Tarcal (tudi Almus-hegy ali Árpatarlói-hegység).

## Geologija
Geološka sestava Fruške gore je sorazmerno kompleksna. Njeni najstarejši deli so iz serpentinita, najdejo pa se tudi druge paleozojske kamnine; os gore je na primer zgrajena iz skrilavcev (filit in blestnik), ki se pojavljajo tudi na površini osrednjega dela gore. Mezozojske formacije so manj prevladujoče: triasni konglomerat, peščenjak, glinavec in večinoma plitve plasti apnenca, jurski fliš in debeli kredni sedimenti (konglomerat, peščenjak, argilit, apnenec, lapor) v vzhodnih in severovzhodnih predelih. Iz oligocenske plasti se v okolici Vrdnika koplje lignit. Pod 400 metri višine se pojavlja tanka plast puhlice, ki se razteza na aluvialne ravni Donave in Save. Na severni strani so tudi plasti rečnih sedimentov, ki jih je naplavila Donava – prod in pesek – ki ponekod igrajo vlogo pri vodooskrbi Novega Sada.
Gora je bogata s fosilnimi rastlinskimi in živalskimi ostanki, ki so pripomogli k odkrivanju geološke preteklosti gore zadnjih 200 milijonov let. Fruška gora se je dolgo kot otočje dvigala iz Panonskega morja, kar je razvidno iz fosilov školjk, morskih polžev, morskih ježkov in koral.

## Površje
Glavni greben Fruške gore se razteza v smeri zahod–vzhod, vzporedno z Donavo in s Savo. V tej smeri je dolg okoli 80 kilometrov, medtem ko med severom in jugom meri samo 15 kilometrov. Njen najvišji vrh je 539-metrski Crveni Čot (»Rdeči vrh«), drugi vrhovi so Veliki Gradac (471 m), Iriški Venac (451 m), Stražilovo (321 m) in drugi. Kljub majhni višini je osamela gora sredi nižavja na 90 metrih nadmorske višine zelo izrazita.

## Podnebje
Območje Fruške gore leži na meji celinskega podnebja. Povprečna letna temperatura je 11,2 °C, povprečna januarska −0,6 °C in julijska 21,4 °C. Kljub majhni nadmorski višini gore je zaznavno nižanje temperature in večanje količine padavin z nadmorsko višino; na vrhu Iriški venac je na primer povprečna letna temperatura le 10,2 °C.
Fruška gora je najbolj namočeno območje Vojvodine. Meseca z največ padavinami sta maj in junij (drugi maksimum je v decembru), medtem ko sta najbolj suha september in oktober. Ob vznožju gore je letno okoli 200 mm manj padavin kot na vrhu (586 mm v Sremskih Karlovcih, 782 mm na Iriškem vencu). Najpogostejši vetrovi so zahodni in jugozahodni.

## Živi svet

### Rastlinstvo
Predeli gore nad 300 metri višine so poraščeni z gostim listnatim gozdom, vznožja pa pokrivajo pašniki, polja, vinogradi in sadovnjaki. V narodnem parku Fruška gora raste okoli 1500 rastlinskih vrst, število, ki ga v Srbiji sicer dosegajo večje in višje gore. 90 % od tega je kritosemenk; 36 vrst dvokaličnic in 27 vrst enokaličnic je zaščitenih. Na Fruški gori uspeva 15 rodov praprotnic, od katerih je 6 v Srbiji redkih.
90 % površine narodnega parka pokrivajo gozdovi. Prevladujoče gozdne združbe so sestavi gradna, bukve, lipe ali gabra ter mešani sestavi lipe in bukve ali gradna in gabra. Klimaregionalna vrsta gozda je gradnov in gabrov gozd z lobodiko (Aculeato-Querco-Carpinetum). Klimazonalno se vegetacija Fruške gore uvršča v gozdno stepo (Aceri tatarici-Quercion).

### Živalstvo
Živalstvo Fruške gore je vrstno bogato, vendar so populacije nekatere vrste sesalcev in ptic znatno upadle. Srna in divja svinja sta sorazmerno pogosti, damjaka in muflona pa vzgajajo v rezervatih za namene lova. Jelene, ki so v času vojn izumrli, so leta 2009 pričeli ponovno naseljevati, leta 2022 pa so s Poljskega na Fruško goro preselili pet zobrov. Med tod živečimi sesalci izstopajo šakal, divja mačka, kuna zlatica, evropska tekunica, slepo kuže in številne vrste netopirjev. 
Zabeležena je bila prisotnost 220 vrst ptic, med opaznejšimi so predvsem ujede kot kraljevi orel, mali orel, sokol plenilec, kratkonogi skobec, sršenar, kot tudi veliki in srednji detel, črna žolna in druge. Na Fruški gori so našli tudi 12 vrst dvoživk in 11 vrst plazilcev.

## Varstvo narave
Območje Fruške gore je bilo leta 1960 zaščiteno kot narodni park (kategorija IUCN II), s čimer je postala prvi od petih narodnih parkov Srbije. Narodni park obsega 266,72 km² površine. Njegova uprava je v Sremski Kamenici.

## Zgodovina
V predrimskem času so območje naseljevali Kelti. V Rimskem cesarstvu je bilo od leta 31 del province Panonije, po njenem razcepu pa Spodnje Panonije. Ob Donavi je potekal limes, vzdolž katerega je obstajalo več naselij, med njimi Cuccium v današnjem Iloku, Bononia Malata blizu današnjega Banoštra in Cusum na mestu današnjega Petrovaradina. V obdobju preseljevanja ljudstev so se na območju zvrstili Huni, Gepidi, Avari, Langobardi, Franki in Slovani.
V srednjem veku je Fruška gora padla pod Frankovsko cesarstvo (oziroma Spodnjepanonsko kneževino), zatem pod kraljevino Ogrsko in pod Osmansko cesarstvo. Med 15. in 18. stoletjem so srbski pravoslavni samostani, razpršeni po gori, igrali pomembno kulturno in politično vlogo za Srbe. Po 18. stoletju so se pod avstrijskim vplivom pričeli obrti, trgovina in mesta, med katerimi sta po pomembnosti izstopala Irig in Sremski Karlovci. Leta 1878 je v spremstvu prestolonaslednika Rudolfa nemški zoolog Alfred Brehm na Fruški gori lovil jastrebe. Madžarski geolog Antal Koch je konec 19. stoletja natančno preučeval geološko zgradbo gore.
Med drugo svetovno vojno Fruška gora nikoli ni bila v celoti pod nemškim nadzorom, saj je bila eno od oporišč partizanov. V spomin na to je po njej danes speljana Partizanska pot, na Iriškem vencu pa od leta 1951 stoji spomenik sremskim partizanom. Aprila in maja 1999 so v NATO-vem bombardiranju Jugoslavije škodo utrpeli televizijski oddajnik na Iriškem vencu in nekateri samostani. Leta 2000 je bil na Fruški gori po naročilu Slobodana Miloševića umorjen nekdanji srbski predsednik Ivan Stambolić.